# Кински, Филипп Йозеф

Герб рода Кинских

Граф Филипп Йозеф Кински фон Вхинитц унд Теттау (нем. Philipp Joseph Kinsky; 8 ноября 1700, Прага —12 января 1749, Вена) — богемский и австрийский аристократ, политик и дипломат. Высочайший канцлер Чешского королевства во время правления императрицы Марии Терезии (1738—1745).
Представитель чешского княжеско-графского рода Кинских. Сын графа Вацлауса Кински, высочайшего канцлера, и Марии Анны Терезии де Нессельроде.
Получил прекрасное образование, многим интересовался, в частности, улучшением образования в Богемии.
Дипломат на службе императора Священной Римской империи.
В 1728—1736 годах был имперским посланником двора императора Священной Римской империи Карла VI в Англии (посол с 1742).
С 1731 года — член Короле́вского о́бщества по разви́тию зна́ний о приро́де
С 1741 году служил при дворе императрицы Мария Терезии и вскоре стал её доверенным советником и другом. Многие боялись его из-за характера. Он считался упрямым и высокомерным, поэтому не был очень популярен.
Также известен тем, что открыл свою личную ценную библиотеку в Праге для общественного пользования.
Был один из пионеров в производстве изделий из стекла, менее успешным — в льняной промышленности, экспериментировал с производством шёлка.

## Семья
17 ноября 1722 года женился на Марии-Каролине Боржитовой Мартинице, с которой у него было восемь детей:
- Граф Франц Карл (1722—1728)
- Граф Карл Йозеф (1723—1724)
- Графиня Мария Юзефа (1724—1754)
- Франц де Паул Ульрих, князь Кински фон Вхинитц унд Теттау (1726—1792)
- Графиня Мария Анна (1727—1733)
- Графиня Мария Тереза (1730—1797)
- Графиня Мария Антония (1732—1752)
- Граф Иоганн Йозеф (1734—1790)